# Allivellazione della fattoria di Collesalvetti
L'allivellazione della fattoria di Collesalvetti rappresenta un passaggio importante della storia di quel territorio, perché grazie al Senatore Francesco Maria Gianni, che seguì personalmente tutto il processo di alienazione della fattoria, si crearono i presupposti per la nascita di un ceto borghese locale, costituito prevalentemente da trafficanti di campagna e piccoli possidenti, che rappresentava l'ossatura di quella che a distanza di pochi anni sarebbe diventata comunità (nel 1808 Collesalvetti venne eretta capoluogo della nuova comunità).

## Le allivellazioni leopoldine
Nel complesso delle riforme attuate dal granduca di Toscana Pietro Leopoldo grande importanza rivestì l'alienazione di gran parte del patrimonio fondiario granducale, rappresentato da fattorie, Luoghi Pii e beni comunali.
Questa operazione rispondeva principalmente a due esigenze: dare ossigeno alle malmesse finanze pubbliche e dare nuovi impulsi all'agricoltura, che rappresentava nella Toscana di metà settecento la fonte di sostentamento economico per la quasi totalità della popolazione. Gran parte del terreno toscano era in mano allo Scrittoio delle regie possessioni, che amministrava il patrimonio del sovrano, o a ricchi possidenti che poco interesse avevano a sviluppare la produzione agricola.
Il processo di alienazione dei beni granducali fu tutt'altro che semplice e vide il contrapporsi di due correnti di pensiero. La prima, sostenuta dall'Accademia dei Georgofili, che portava avanti le istanze dei grandi proprietari, e che era caldeggiata presso la corte leopoldina da Angiolo Tavanti, Clemente Nelli e Giovan Francesco Pagnini, propendeva nettamente per la cessione dei possedimenti ai migliori offerenti, adducendo come motivazione la possibilità di ottenere maggiori introiti e l'impossibilità da parte dei contadini di garantire adeguate entrate alla Corona. La seconda linea, elaborata da Francesco Maria Gianni e più vicina alle idee del granduca Pietro Leopoldo, prevedeva l'assegnazione dei possedimenti da alienare, dopo un loro frazionamento, ai contadini che già vi lavoravano; la principale motivazione a sostegno di questa posizione era data dalla possibilità di creare un ceto di possessori di modeste quantità di terreno da loro direttamente coltivate, togliendo i fondamenti economici ad una nobiltà improduttiva e sollevando nel contempo contadini e mezzadri dalla servile dipendenza colonica. Ma non c'era solo l'aspetto umanitario a sostenere le idee del Gianni che, nella memoria del 31 luglio 1769, dichiarava che "la terra, specialmente in mano a chi la lavora o guarda da vicino, è sempre ordinariamente la meglio coltivata, e quella che dà allo Stato il frutto della sua fertilità moltiplicato col frutto dell'industria del suo agricoltore, che riguarda la sua piccola possessione, o propria o livellaria, come il patrimonio di tutta la sua discendenza, e come l'asilo che lo preserva dalla dipendenza dei ricchi e dei loro amministratori".
Dunque la posizione del Gianni aveva anche una valenza di natura economica e mirava ad un incremento della produzione agricola. Questa era per il Gianni la strada da percorrere per uscire da quell'arretratezza di mezzi tecnici e dall'”assenteismo dei grandi proprietari”, che rendevano pessime le condizioni di vita della maggioranza dei contadini e che condizionava negativamente la funzione economica della campagna del Granducato.

## Le condizioni dei contadini colligiani alla metà del Settecento
Fino alla seconda metà del Settecento la totalità della popolazione del territorio di Collesalvetti era dedita all'agricoltura. Sin dall'acquisto della fattoria da parte dei Medici nel 1476 i contadini avevano lavorato con rapporti di dipendenza diretta ma, a differenza della realtà agricola fiorentina, il modello mezzadrile stentò a decollare e nei due secoli successivi convissero forme contrattuali diverse, come l'affitto, il livello, la conduzione diretta a mezzo salariati. Generalmente il contratto prevedeva l'affidamento da parte del proprietario della terra, della casa, bestiame ed una serie di “accessori” (pagliai, finimenti, carri, recipienti per la vinificazione); in cambio il contadino avrebbe provveduto ad accudire il bestiame e a coltivare la terra; le spese per la gestione del podere (compreso l'acquisto del concime) erano divise a metà. A metà erano divisi tutti i prodotti del podere, anche se il contadino era aggravato di oneri aggiuntivi, quali il trasporto a titolo gratuito della merce presso la casa del padrone o al mercato, gli “obblighi sul pollaio del contadino” (che si pagavano in natura con uova e polli), i cosiddetti “patti angarici”, che prevedevano una serie di servizi gratuiti (quali il trasporto delle derrate o le pulizie) e i “patti di fossa”, in virtù dei quali i contadini avevano l'obbligo di scavare e tenere puliti i fossati del podere.
Le condizioni di vita dei contadini erano tutt'altro che agevoli e nel corso del XVIII secolo peggiorarono, anche in virtù del passaggio della dipendenza dall'amministrazione granducale a quella degli affittuari (iniziata nel novembre 1740), al punto che gran parte dei mezzadri risultava indebitata, con una conseguente crescita della dipendenza alimentare nei confronti degli affittuari, che determinava l'imposizione di nuovi aggravi a cui era impossibile sottrarsi, pena la minaccia di licenziamento in caso di rifiuto. Le difficili condizioni dei mezzadri nella seconda metà del settecento sono testimoniate dai redditi dei poderi delle fattoria di Collesalvetti: solo sette poderi (podere del Colle, della Tanna, del Pero, Primo di Vicarello, Secondo di Vicarello, Casino di Vicarello e di Guinceri) generavano un reddito sufficiente a garantire condizioni economiche dignitose alle famiglie che li conducevano. Per gli altri, talvolta, non si raggiungeva neppure il livello minimo di sussistenza (con le situazioni più critiche nei poderi dell'area Mortaiolo – Guasticce). Del resto l'economia di un podere poggiava su un delicato equilibrio dettato dal rapporto tra estensione del terreno da coltivare e numero di braccia adibite al lavoro, tra reddito ricavabile dal podere e consistenza numerica della famiglia. Una variazione di uno di questi fattori poteva determinare una crisi del “sistema podere” che conduceva all'indebitamento, in una prima fase, e successivamente al licenziamento. Se, poi, si registrava un'annata produttivamente ingenerosa, la situazione diventava per i contadini insostenibile. Condizione, quella dei contadini colligiani, condivisa con quelli di tutto il Granducato; caso emblematico è la terribile carestia del 1772 che spinse il vescovo di Cortona, mons. D'Ippolito a denunciare apertamente i proprietari che “si abbandonano ai loro lussi e vivono solo per le loro avarizie, senza curarsi delle miserie dei contadini”, aggiungendo che “se è vero che la terra non vale niente senza l'uomo …il contadino è il vero autore, e il solo depositario delle primitive ricchezze le quali passando dalle sue mani in quelle di tutti gli altri formano la ricchezza dei proprietari”.

## L'allivellazione della fattoria di Collesalvetti

### Fase preliminare
Nel contesto del piano di alienazione del patrimonio fondiario del Granducato, l'allivellazione della fattoria di Collesalvetti riveste un'importanza particolare per due motivi; in primo luogo il giudizio sull'esito dell'allivellazione fu positivo anche da parte di chi aveva osteggiato questa metodologia di dismissione. In secondo luogo perché tutto il processo che porterà alla definitiva assegnazione dei poderi (quindi dalla fase progettuale a quella attuativa) beneficiò dell'attiva partecipazione del Gianni che, per Collesalvetti, fece tesoro dell'esperienza non sempre completamente positiva delle precedenti allivellazioni realizzate in altre parti della Toscana. 
La fattoria di Collesalvetti era una delle aziende più grandi della Toscana (56.418 staiora, pari a 2.836 ettari); la sua consistenza veniva esaustivamente rappresentata dalla “pianta della fattoria di Collesalvetti di S.M.C. fatta l'anno MDCCLIII” realizzata nel 1753 da Giuseppe Sovesina (o Soresina), in cui vengono indicati i proprietari dei terreni confinanti con la fattoria ( a nord la “Sacra Religione di S. Stefano” con la fattoria di San Savino, ad est il “Signor Cavalier Grifoni e la “Comunità di Fauglia”, a sud il “Sig. Balì Zucchetti”, il “Sig. Rosselmini”, il “Sig. Cav. Lenzoni” e a sud ovest S.M.C. con le Fattorie di Nugola e Antignano).

In una carta della Toscana, disegnata da Ferdinando Morozzi nel 1768 vengono indicate le località di Collesalvetti, Vicarello, Mortaiolo, Tanna, Badia, Marignano e Pergola.
Nonostante la vastità della fattoria, solo il 46% della superficie era appoderata, mentre oltre la metà era rappresentata da paludi (che rendevano l'aria insalubre), praterie e boschi.
Il 18 dicembre 1775 Pietro Leopoldo diede ordine al soprintendente dello Scrittorio delle reali Possessioni, Giovanni Francesco Federighi, di dare inizio alle operazioni di allivellazione della fattoria di Collesalvetti (in virtù del fatto che il 31 dicembre sarebbe giunto a scadenza il contratto con Giovan Battista Bartolini, che era affittuario dal 1758), seguendo le indicazioni che Francesco Maria Gianni aveva inviato alcuni mesi prima. Il Gianni aveva suggerito di al livellare la fattoria a “porzioni separate” e per questo, a suo avviso, era necessario procedere ad una nuova ripartizione dei terreni, al fine di uniformare il più possibile le estensioni sia dei poderi già esistenti, sia di quelli che sarebbero stati creati, assegnando così a ciascun livellario terre quantitativamente e qualitativamente sufficienti a garantirsi il sostentamento (all'interno della fattoria c'era infatti molta differenza tra i vari poderi). Questa attività di perequazione richiedeva tempo e il Gianni consigliò al granduca di prorogare di un anno l'affitto a Bartolini, per poter dare le disposizioni atte ad iniziare le operazioni preliminari dell'allivellazione (che, nelle stime del Gianni, avrebbero richiesto non meno di sette-otto mesi). La fase preliminare (misurazioni e stime) registrò invece dei rallentamenti che spinsero il Gianni ad inviare il 10 maggio 1776 una memoria in cui criticava l'operato dei periti (Giuseppe Sgrilli, Anton Francesco Sabatini e Marco Grazzini), ribadendo l'importanza di realizzare, nel contesto dell'allivellazione, dei piccoli livelli, costruendo a Collesalvetti alcune casette con un po' di terra annessa da assegnare successivamente ad alcuni mezzadri della fattoria. La “memoria” del Gianni suscitò la reazione del soprintendente Federighi che, oltre a difendere l'operato dei suoi periti, si dichiarò contrario all'edificazione delle casette sostenendo che il costo previsto di 300 scudi per la realizzazione di ciascuna di esse avrebbe rappresentato per l'erario una ingente spesa e non avrebbe comunque garantito il raggiungimento dell'obiettivo prefissato in quanto difficilmente le famiglie assegnatarie avrebbero potuto mantenersi con il poco ottenibile dai terreni loro assegnati. L'opposizione del Federighi non fermò il piano predisposto da F.M. Gianni, ma, anche a causa del maltempo che aveva reso impraticabili le strade, l'opera dei periti subì ulteriori rallentamenti. Solo l'ennesimo sollecito del Gianni, che si rivolse alla Segreteria di Finanza affinché i periti fossero sollecitati ad attenersi alle disposizioni ricevute, senza ulteriori richieste di chiarimenti di natura procedurale o di dilazione dei tempi), riuscì a sbloccare la situazione. Il 12 novembre 1777 il Federighi presentò a Leopoldo i risultati del lavoro dei suoi periti (con un canone annuo totale valutato poco più di 6858 scudi, rispetto ai 6251 scudi pagati da Bartolini per l'affitto). La prima fase aveva richiesto due anni, rispetto agli otto mesi previsti dal Gianni. per la fattoria che per i singoli poderi”. Nel mese immediatamente successivo pervennero 119 offerte per i terreni della fattoria e altre 21 dopo il 31 gennaio 1778.

### Fase attuativa
Il 27 dicembre 1777 l'allivellazione della fattoria di Collesalvetti ebbe inizio con la pubblicazione della notifica con cui il granduca sollecitava le offerte di chi volesse prendere a livello e a comprare i terreni della fattoria. Suddetti terreni sarebbero stati ceduti in “concessione in linea mascolina perpetua, con laudemio e canone, in base a offerte libere da entro un mese dalla notifica sia per l'intera fattoria che per i singoli poderi". Le richieste vennero inviate al sovrano per le valutazioni del caso. Il 25 aprile furono concessi i primi 18 capi di livello (tra cui 13 poderi); a giugno vennero assegnati altri 8 livelli (tra cui 5 poderi). Fin dall'inizio il processo seguì la linea dettata dal Gianni, che in questa circostanza, abbandonò la rigidità che lo aveva contraddistinto nelle precedenti alienazioni, consentendo l'accesso ai livelli non solo ai mezzadri, ma anche a contadini benestanti, proprietari e coltivatori diretti di altri poderi, piccoli commercianti. Così il Podere vecchio di Magrignano fu concesso a Francesco e Giovanni Rispoli, contadini benestanti del piano di Pisa, con terre in proprietà e commercianti di bestiame e i Poderi 1° e 2° di Guasticce a Carlo Orsini e fratelli, proprietari di altre terre e di un'osteria (oltre ad altri negozi) a Fornacette. La posizione debitoria della maggior parte dei mezzadri presenti sui vari poderi al momento dell'alienazione aveva indotto il Gianni a rivedere la sua iniziale posizione intransigente facendogli ritenere opportuno, in difformità rispetto alla vicina Vicopisano (dove le terre erano state assegnate ai contadini che le lavoravano), accordare i livelli “a chi si presenterà quando sarà trovato idoneo”. Questo dunque escludeva gran parte della mezzadria di Collesalvetti; del resto nella fase preliminare dell'allivellazione i periti del Federighi avevano redatto una nota in cui i mezzadri erano stati suddivisi in tre categorie (“buoni”, “mediocri” e“cattivi”) in base ai debiti nei confronti degli affittuari e alle condizioni del podere.
Nota dei lavoratori della fattoria di Collesalvetti, divisi in "buoni", "mediocri" e "cattivi",

presentata dal soprintendente Giovanni Federighi al sovrano prima dell'allivellazione.
| BUONI                  |                                               |
| ---------------------- | --------------------------------------------- |
| Michele Colombini      | lavoratore sul podere del Pallone             |
| Cosimo Pistoia         | lavoratore sul podere di Badia                |
| Giuseppe Savi          | lavoratore sul podere del Pero                |
| Angiolo Giusti         | lavoratore sul podere di Guinceri             |
| Pasquino Turbati       | lavoratore sul podere Secondo di Vicarello    |
|                        |                                               |
| MEDIOCRI               |                                               |
| Gio. Tampucci          | lavoratore sul podere del Colle               |
| Domenico Rofi          | lavoratore sul podere della Colombaia         |
| Sebastiano Falaschi    | lavoratore sul podere della Tanna             |
| Filippo Falaschi       | lavoratore sul podere Primo di Vicarello      |
| Andrea Marcacci        | lavoratore sul podere del Casino di Vicarello |
| Domenico Corsi         | lavoratore sul podere Primo di Mortaiolo      |
| Pietro Battini         | lavoratore sul podere Quinto di Mortaiolo     |
| Antonio Valeri         | lavoratore sul podere Secondo delle Guasticce |
|                        |                                               |
| CATTIVI                |                                               |
| Sebastiano Gherarducci | lavoratore sul podere del Diaccione           |
| Antonio Quaglierini    | lavoratore sul podere di Marignano            |
| Gio. Franceschi        | lavoratore sul podere della Pergola           |
| Pietro Vannozzi        | lavoratore sul podere delle Case Nuove        |
| Domenico Lippi         | lavoratore sul podere Secondo di Mortaiolo    |
| Innocenzo Botrini      | lavoratore sul podere Terzo di Mortaiolo      |
| Benedetto Carmignoli   | lavoratore sul podere Quarto di Mortaiolo     |
| Giuseppe Geri          | lavoratore sul podere della Lavoria           |
| Sabatino Rocchi        | lavoratore sul podere delle Formiche          |
| Lorenzo Ferretti       | lavoratore sul podere Primo delle Guasticce   |

Lo stesso Gianni aveva espresso giudizi negativi su alcuni contadini, usando toni assai severi (alcuni esempi: Benedetto Carmignoli “passa per contadino trascurato, non ha né roba, né credito, né industria, e non pare che possa trovare chi lo assista…dovrà inoltre rendere all'affittuario la stima fissa in sc. 88, in paglia e carri, che non sarà cosa facile”; Lorenzo Ferretti “è passato sempre per cattivo contadino, e si suppone già licenziato”; Antonio Valeri “è poco sano di mente, la sua famiglia costa di persone inette”; Filippo Franceschi “non passa, né per industrioso, né per attento contadino”; Angiolo Vannozzi “è povero spiantato, e passa per poco buono contadino”; Valentino Quaglierini “passa per cattivo contadino, e tutta la sua famiglia passa con lui per disordinata, e distratta”; Domenico Rofi “è del tutto spiantato, e non ha reputazione da trovare chi lo assista…passa per poco laborioso con la sua famiglia”; Bartolommeo Betti “passa per uno spiantato il quale và per opera, e fu licenziato dal suddetto podere, che ora dimanda, lasciando del debito con l'affittuario, sicché non vi sarebbe minimo fondamento neppure di reputazione, per proporlo senza arrossire”).
Ai mezzadri potevano essere concesse le nuove casette da fabbricare a Collesalvetti, per evitare fastidiose suppliche al sovrano, cosicché non si sarebbe rischiato “né fido di semente, né di bestiame ed il canone sarà pochissimo, atteso che si tratterà di terreno di poca valuta”.  L'atteggiamento del Gianni era dettato dalla volontà di ostacolare chi, profittando dell'indebitamento dei contadini, “volesse diventare di fatto livellario di una vasta possessione” (chiaro riferimento ai nobili possidenti) e combattere quindi il rischio del riformarsi del latifondo (anche mediante dei prestanome). Non a caso dunque il Gianni fu rigido nel rifiutare la concessione a livello di cinque nuovi poderi su Guasticce ai nobili pisani Giovanni Bigazzi e Gherardo Silvatini. Nell'estate del 1778 venne definitivamente approvata la costruzione di 15 casette. Nello stesso periodo pervennero le prime richieste, da parte di alcuni livellari, di una dilazione nel pagamento del canone (previsto in due rate semestrali). Il Gianni, a cui era stato richiesto un parere, pur riconoscendo come giuste le istanze dei richiedenti, espresse parere sfavorevole, ritenendo opportuno che subissero “una stretta sul principio” piuttosto che fare iniziare la loro nuova esperienza con “promesse e dilazioni che paiono grazie e comodi” ma che avrebbero finito per rovinarli, vanificando gli scopi dell'allivellazione, anche se successivamente, in occasione della prima rata prevista per il 31 marzo 1779, di fronte alle insistenti suppliche dei livellari, il Gianni ammorbidì la sua posizione, autorizzando lo slittamento del pagamento al 31 dicembre. Tra marzo e giugno 1780 furono al livellati altri 20 capi di livello e nella tarda estate del 1780 l'allivellazione della fattoria era conclusa.

## Gli effetti dell'allivellazione
I giudizi sui benefici della dismissione complessiva del patrimonio fondiario del Granducato furono discordanti e tutt'oggi la lettura della riforma leopoldina non è omogenea. Alcuni critici moderni imputano principalmente a Francesco Maria Gianni e a Pietro Leopoldo la colpa di non essersi resi conto della materiale incapacità dei contadini di poter mantenere le spese di gestione dei poderi ottenuti. Nel 1803 il proposto Marco Lastri, in una relazione presentata all'Accademia dei Georgofili affermava che “ se ben si considera, non abbiamo fatto che pochi passi di una lunga carriera. Si è scritto molto, operato poco. In riprova di ciò abbiamo un fatto il più convincente: si è cresciuta la sementa, ma non la raccolta, manca la proporzione della staja e manca quella del terreno ridotto a cultura. Dunque è cresciuta la sementa, non gl'ingrassi, non le vangature, non l'arte. Tuttavia in Toscana rende un terreno sull'altro qualcosa meno del cinque per ogni stajo a sementa. Di più, malgrado tanti scrittori, si veggono ancora i monti spogliati di piante; i boschi malissimo tenuti; l'aje scoperte di lastrico; le stalle scarse di bestiame e di foraggi; scarse le erbe ortensi, le quali abbondano in climi meno felici; scarsi e difettosi gli innesti, e scarse infine le diligenze, e i comodi per conservare le raccolte” In sostanza aumentata l'estensione del terreno coltivato, ma a scapito dei boschi e dell'allevamento; la produzione unitaria delle terre e delle vigne era diminuita rispetto a 50 anni prima.
Eppure il caso di Collesalvetti sembra contraddire il giudizio del Lastri; i risultati dell'allivellazione della fattoria erano infatti complessivamente buoni. Lo stesso Pietro Leopoldo, recatosi personalmente in visita in quelle zone, si dichiarò soddisfatto, constatando che tutti i livellari erano solventi e che “tutti sono animati a coltivare e fabbricare, avendo molti tra di loro già principiato sei o otto case nuove e volendo continuare così, avendo qualcheduno di loro fatto fino 500 scudi d'avanzo in quest'anno sul canone, benché sia stata annata mediocre”. Nel 1789 (quasi 10 anni dopo l'ultimazione dell'operazione) il sovrintendente dello Scrittoio Ansano Perpignani confermava il buono stato del territorio al principe e il visitator generale Giovanni Papini scriveva che “l'alienazione delle colline adiacenti al Colle Salvetti, ha digià prodotto smacchiamenti, fabbriche, coltivazioni, ed in qualche parte aumento di piante fruttifere”. Ma il dato che forse maggiormente rende merito al lavoro svolto da Francesco Maria Gianni è rappresentato dal fatto che negli anni successivi all'allivellazione la quasi totalità degli assegnatari riuscì a consolidarsi sui propri fondi.